# Potamogalins
Els potamogalins (Potamogalinae) són una subfamília de tenrecs que conté dos gèneres: Potamogale (musaranya llúdria gegant) i Micropotamogale (musaranya llúdria del Ruwenzori i musaranya llúdria nana).
Són un grup de mamífers riberins originaris de l'Àfrica subsahariana. Totes les espècies són carnívores, caçant qualsevol animal aquàtic que puguin detectar amb els seus bigotis sensitius. Com ho suggereix el seu nom comú, presenten una gran semblança a les llúdries autèntiques. Es mouen dins l'aigua ondulant la cua d'una banda a l'altra, de manera similar a com neden els cocodrils.